# Groepletter

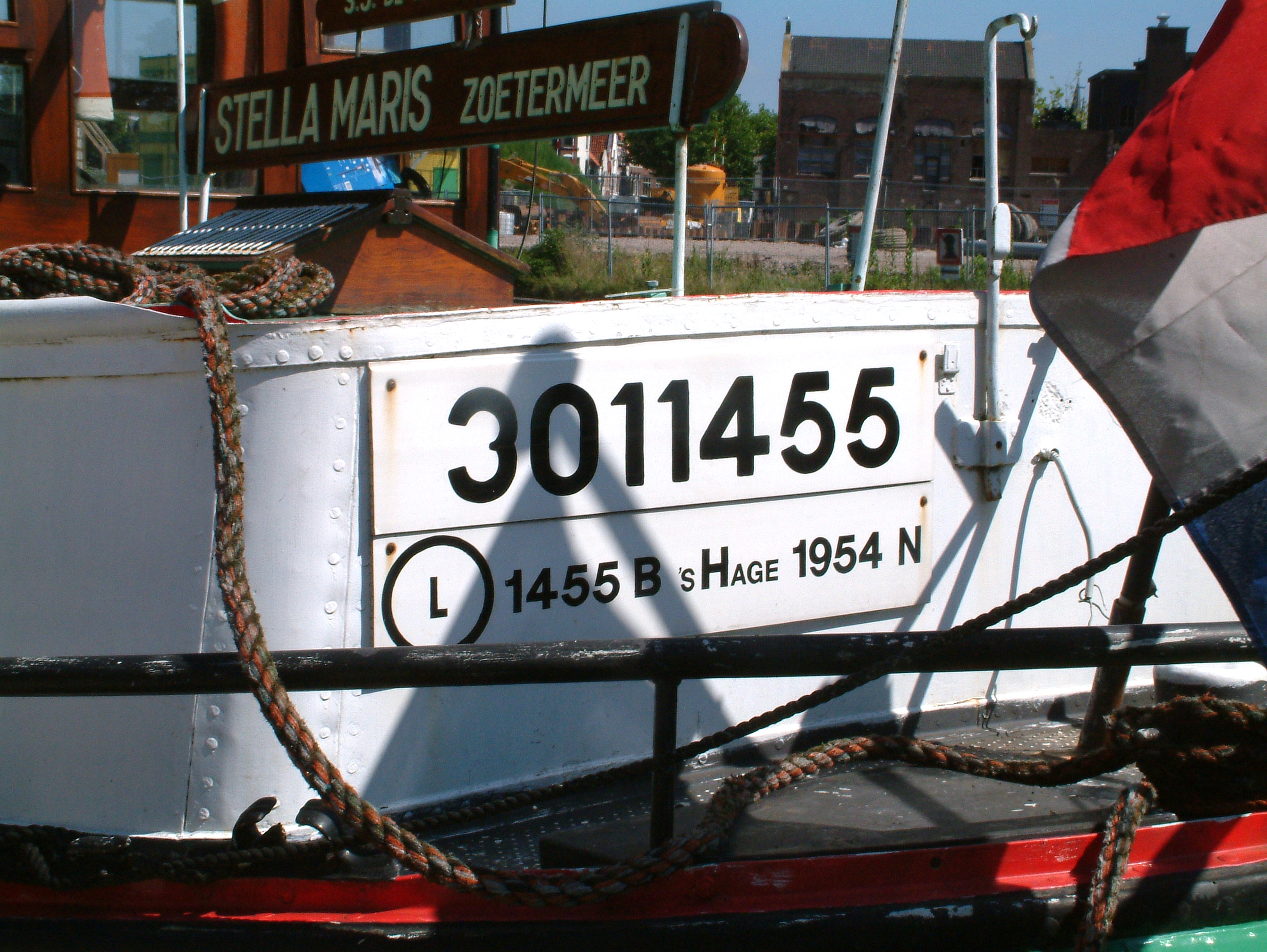
Achterop het schip stond onder het oude Officieel scheepsnummer (in de binnenvaart Europanummer genoemd) het brandmerk en de groepletter in een cirkel

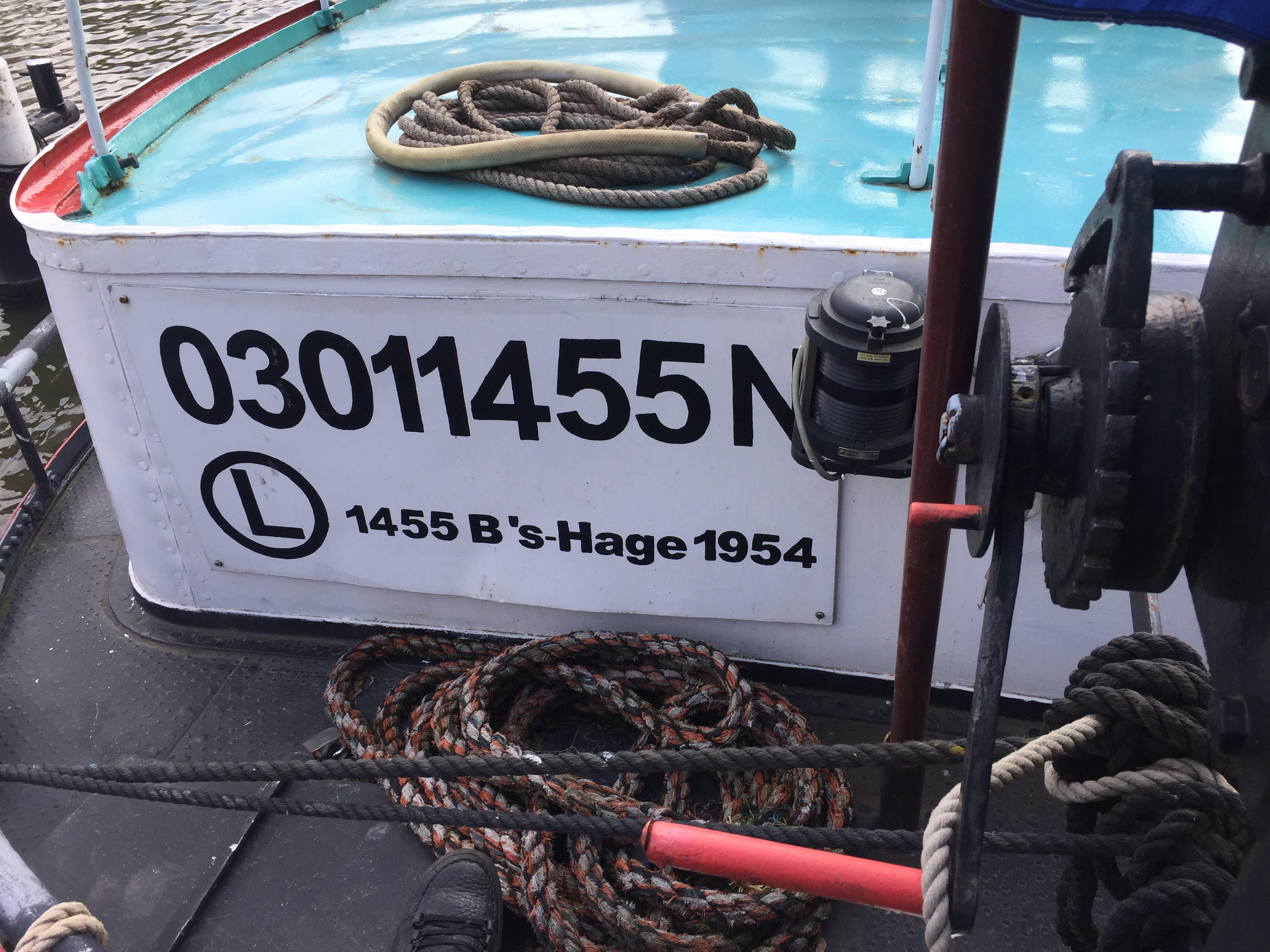
Tegenwoordig is het Europanummer vervangen door het ENI-nummer

Een groepletter is een hoofdletter, die de eigenaar in een cirkel op een teboekgesteld Nederlands schip moet aanbrengen. Het kadaster informeert daarvoor het Ministerie van Infrastructuur en Waterstaat als een schip wordt ingeschreven in het scheepsregister of als de inschrijving wordt gewijzigd. Het ministerie stuurt dan een mededeling met de betreffende groepletter aan de eigenaar van het schip, met het verzoek dit formulier aan boord te bewaren teneinde dit bij controle te kunnen tonen.

## Doel
Binnenschepen en sleepboten werden in 1952 zo geclassificeerd als defensie-voorbereiding op een gewapend conflict, in het geval dat de bezetting van Nederland onafwendbaar mocht blijken. Door grootschalige evacuatie naar Engeland van een deel van de vloot, waaraan van militaire zijde groot gewicht werd gehecht, was het niet alleen nodig van tevoren vast te stellen welke vaartuigen ervoor in aanmerking kwamen, doch de vaartuigen moesten tevens voor de betrokken autoriteiten gemakkelijk als zodanig te herkennen zijn.
Het was een onderdeel van een plan dat het Comité Verenigde Chefs van Staven kort na de Tweede Wereldoorlog had opgesteld voor de vernieling en afvoer van dat gedeelte van de binnenvloot, dat bij een eventuele bezetting niet nodig zou zijn voor dan nog noodzakelijke verbindingen. Dat plan werd goedgekeurd door de Commissie Civiele Verdedigingsvoorbereiding.
Beoogd werd:
- het verminderen van het risico van verlies van belangrijke kapitaalgoederen;
- te voorkomen dat belangrijke Nederlandse scheepstonnage en sleepkracht het oorlogspotentieel van de vijand vergroot;
- de versterking van het geallieerde oorlogspotentieel.

De achterliggende gedachte van het Comité was daarbij, dat het evacueren van strategische betekenis zou zijn als sluitstuk van de ontruiming van de Duitse Rijn. Bij een bezetting zou voor de Rijnvaart nauwelijks nog emplooi zijn, terwijl in Engeland een tekort aan opslaggelegenheid zou ontstaan. Daarin zou Nederland door het verschaffen van drijvende opslagruimte in belangrijke mate kunnen voorzien. En waarvan niet onbelangrijke inkomsten het gevolg zouden zijn. Van Engelse zijde werd aangegeven dat er dan behoefte zou zijn aan lichters voor opslagruimte en vletwerk.

## Praktijk
De letter moet volgens de Maatregel teboekgestelde schepen 1992 duidelijk zichtbaar in olieverf vóór de naam van het schip worden geschilderd. Ten bevordering van de gemakkelijke herkenning in een cirkel op een vast deel van het schip aan beide zijden of op het achterschip en wel in Latijnse letters en Arabische cijfers van ten minste vijftien centimeter hoogte in lichte kleur op een donkere ondergrond of in donkere kleur op een lichte ondergrond. In het oorspronkelijke besluit van 19 juli 1952 tot wijziging van de Maatregel Schepen was geregeld dat het op het achterschip van een binnenschip of sleepboot moest, waarbij lagere letters waren toegestaan bij sleepboten met een verplaatsing van minder dan 20 m3 en bij pleziervaartuigen.
De praktijk is dat op moderne schepen de cirkel met de groepletter niet meer wordt aangetroffen.  

## Aantallen anno 1952
| Maximaal te evacueren schepen |        |           |
|                               | Aantal | Ton       |
| Motortankschepen              | 115    | 51.850    |
| Sleeptankschepen              | 79     | 80.850    |
| Motorvrachtschepen            | 358    | 178.750   |
| Sleepschepen                  | 1019   | 900.250   |
| Totaal                        | 1571   | 1.211.700 |

| Maximaal te evacueren sleepboten |        |         |
|                                  | Aantal | P.K.    |
| Stoomsleepboten                  | 333    | 118.884 |
| Motorsleepboten                  | 463    | 90.949  |
| Totaal                           | 1019   | 900.250 |

| Achterblijvende schepen |        |           |
|                         | Aantal | Ton       |
| Motortankschepen        | 218    | 19.590    |
| Sleeptankschepen        | 99     | 35.540    |
| Motorvrachtschepen      | 5944   | 705.190   |
| Overige schepen         | 9390   | 2.319.180 |
| Totaal                  | 15.651 | 3.079.500 |

| Achterblijvende sleepboten |        |         |
|                            | Aantal | P.K.    |
| Stoomsleepboten            | 567    | 78.454  |
| Motorsleepboten            | 1.143  | 52.377  |
| Totaal                     | 1.710  | 130.831 |

## Inschatting risico
Het risico van het transport overzee werd laag ingeschat, mits onder de juiste weersomstandigheden. De ervaring had geleerd dat binnenschepen veilig overzee konden worden vervoerd bij het terugvoeren van enkele honderden binnenschepen uit Noorwegen, na de bevrijding, met gebrekkige hulpmiddelen. Met binnenvaartsleepboten van zo'n 200 P.K. en een samengeraapte bemanning, voor het merendeel weinig bekwaam. Dit werd desondanks een groot succes. 
Daarnaast werden nog steeds binnenschepen naar Engeland overgebracht voor vredesdoeleinden, zonder dat dit volgens de specialisten op het gebied van de zeesleepvaart tot bijzondere moeilijkheden leidde. 

## Voorbereiding
Ter voorbereiding van deze maatregel was het niet alleen nodig van te voren vast te stellen, welke vaartuigen ervoor in aanmerking kwamen, doch de vaartuigen moesten tevens voor de betrokken autoriteiten gemakkelijk als zodanig te herkennen zijn. Zo mogelijk door een merk, dat voor niet-ingewijden geen betekenis heeft. Deze motivering komt uit de voordracht aan de Koningin van een concept Koninklijk Besluit gepubliceerd in Staatsblad No. 422 van 1952. 

## Uitwerking
Daarmee werden alle binnenschepen verplicht een groepletter te voeren, waarbij slechts enkele van de voorgeschreven letters voor het beoogde doel zouden dienen. Ogenschijnlijk zouden de groepletters voor statistische doeleinden worden verleend; maar enig wezenlijk verband met de eigenlijke scheepsboekhouding was er niet. De groepletter werd ingevoerd omdat het verlenen en aanbrengen van een speciaal herkenningsteken minder zou opvallen. De verwachting was dat er zo minder vragen zouden rijzen, omdat het moest als onderdeel van het aanbrengen van de naam en de teboekstellingskentekenen, zoals in de Maatregel Schepen al was voorgeschreven.

## Aangetroffen letters
Met een groot aantal schippers is geprobeerd te achterhalen welke letters in de praktijk werden toegepast. Deze lijst werd samengesteld van in de vaart zijnde schepen, die verzameld was via o.a. het Binnenvaartforum.

- A: aangetroffen op een rederij-sleepschip van ongeveer 800 ton
- B: aangetroffen op een sleepschip
- C: aangetroffen op sleepschepen tussen 250 en 1500 ton. Met mogelijk een Rijnattest
- D: nog niet ergens gezien
- E: aangetroffen op een sleepkempenaar. Na motorisatie kreeg deze een K
- F: nog niet ergens gezien
- G: aangetroffen op een beurtschip. Mogelijk stoombeurtschip
- H: aangetroffen op sleepkempenaar "Antoinette"
- I: Aangetroffen op Rijn-rederijschepen en "moderne" particulieren
- J: aangetroffen op kleinere motorsleepboten. De "Shipdock's" en anderen. Vermogen <300 pk
- K: een "keur" aan motorschepen, beurtmotorschepen, spitsen, gemotoriseerde zeil- en sleepschepen
- L: (voormalige) zeilschepen en een enkele luxe motor.
- M: van zeilaakje van 30 ton tot sleepkast van 1000 ton
- N: zullen we niet vinden, om verwarring met de Nationaliteitsletter N zonder cirkel te voorkomen
- O: niet ergens gezien, verwarrend met de cirkel
- P: sleepboten
- Q: aangetroffen op een sleepboot met groter motorvermogen dan 300 PK
- R: nog niet ergens gezien, maar een informant gaf aan dat dit de letter voor hospitaal- en passagierschepen was
- S: aangetroffen op stoomsleepboten
- T: aangetroffen op kleinere tankers en een waterboot
- U: nog niet ergens gezien
- V: aangetroffen op grote tankschepen
- W: gezien achter op een grote sleepkast
- X: op een sleepkast en een spijsolietanker
- Y: aangetroffen op grotere motorsleepboten, zoals de "Dockyard's" en een spijsolietanker met sleepvermogen
- Z: aangetroffen op krachtige sleepboten